# Elecciones estatales de Renania del Norte-Westfalia de 2000
Las elecciones estatales de Renania del Norte-Westfalia de 2000 se celebraron el 14 de mayo de 2000, con el propósito de elegir a los miembros del Parlamento Regional de Renania del Norte-Westfalia. Tras la elección, el ministro-presidente Wolfgang Clement fue reelegido, gobernando con una coalición entre el Partido Socialdemócrata de Alemania (SPD) y Alianza90/Los Verdes.

## Resultados[1]
| Partido | Partido                                   | Votos     | Porcentaje de votos | Escaños | Porcentaje de escaños |
| ------- | ----------------------------------------- | --------- | ------------------- | ------- | --------------------- |
|         | Partido Socialdemócrata de Alemania (SPD) | 3,143,179 | 42.8%               | 102     | 44.2%                 |
|         | Unión Demócrata Cristiana (CDU)           | 2,712,176 | 37.0%               | 88      | 38.1%                 |
|         | Alianza 90/Los Verdes (GRÜNE)             | 518,295   | 7.1%                | 17      | 7.4%                  |
|         | Partido Democrático Liberal (FDP)         | 721,558   | 9.8%                | 24      | 10.4%                 |
|         | Die Republikaner (REP)                    | 83,296    | 1.1%                | 0       | 0.0%                  |
|         | Partido del Socialismo Democrático (PDS)  | 79,934    | 1.1%                | 0       | 0.0%                  |
|         | Otros                                     | 77,973    | 1.1%                | 0       | 0.0%                  |
| Totales | Totales                                   | 7,336,411 | 100.0%              | 231     | 100.0%                |